# Beweg dein Arsch
Beweg dein Arsch (Muovi il sedere) è una canzone scritta da LaFee, Bob Arnz e Gerd Zimmermann, contenuta nell'album Jetzt erst recht e pubblicata come secondo singolo. Raggiunse la posizione 22 nella classifica tedesca quando uscì, nell'agosto 2007.
LaFee ri-registrò in inglese anche questa canzone con il nome di Come On (inserita nell'album Shut Up).

## Tracce
CD Single
1. "Beweg dein Arsch" (Radio Edit) - 2:40
2. "Beweg dein Arsch" (Instrumental) - 2:40

CD Maxi Single
1. "Beweg dein Arsch" (Single version) - 2:41
2. "Es tut weh" (b-side) - 4:02
3. "Beweg dein Arsch" (Club mix) - 2:49
4. "Beweg dein Arsch: Directors Cut" (contenuto extra)
5. "Der Tanz zu "Beweg dein Arsch"" (contenuto extra)
6. "Documentary Snippet: Part 2" (contenuto extra)

## Classifica
| Chart (2007)           | Peak position |
| ---------------------- | ------------- |
| Austrian Singles Chart | 35            |
| German Singles Chart   | 22            |
| Swiss Singles Chart    | 87            |